# Javier Cantero (cyclisme)
Cantero  Gómez est un nom espagnol. Le premier nom de famille, en général paternel, est Cantero ; le second, en général maternel, souvent omis, est Gómez.
Francisco Javier Cantero Gómez (né le 7 août 1990 à Armilla dans la province de Grenade, en Andalousie) est un coureur cycliste espagnol.

## Biographie
En 2012, Javier Cantero devient champion d'Andalousie dans la catégorie espoirs (moins de 23 ans),. L'année suivante, il se distingue en remportant une étape du Tour du Maroc. Il s'illustre également chez les amateurs espagnols en obtenant une victoire et diverses places d'honneur.
En 2014, il devient double champion d'Andalousie chez les élites, dans la course en ligne et le contre-la-montre. Il termine par ailleurs troisième du Tour d'Ávila et du championnat d'Espagne du contre-la-montre dans la catégorie amateurs. Il s'impose ensuite sur le championnat régional d'Estrémadure en 2015. 
Pour la saison 2016, il s'engage initialement avec l'équipe continentale belge CCT-Champion System. Celle-ci cesse malencteusement ses activités. Javier Cantero parvient néanmoins à signer un contrat avec la formation portugaise Louletano-Hospital de Loulé, où il devient professionnel,. Il vit cependant une année difficile, perturbée par une mononucléose et une chute. Il ne dispute que six courses inscrites au calendrier de l'UCI, avec pour meilleur résultat une 35e place sur le Tour de La Rioja. Après cette expérience mitigée, il redescend au niveau amateur à partir de 2017.

## Palmarès
- 2012
  - Champion d'Andalousie sur route espoirs
  - Gran Premio Nuestra Señora de Valverde
  - 3e du Trofeo Olías Industrial
- 2013
  - 9e étape du Tour du Maroc
  - Tour de Cabra
  - 3e du championnat d'Andalousie du contre-la-montre espoirs
- 2014
  - Champion d'Andalousie sur route
  - Champion d'Andalousie du contre-la-montre
  - 3e du Trofeo Olías Industrial
  - 3e du championnat d'Espagne du contre-la-montre amateurs
  - 3e du Tour d'Ávila
- 2015
  - Championnat d'Estrémadure sur route
- 2017
  - 2e de la Clásica de Pascua

## Classements mondiaux
| Année           | 2013 |
| --------------- | ---- |
| UCI Africa Tour | 141e |